# Aline Camboulives
Aline Camboulives, née le 13 juillet 1973 à Valence, est une marathonienne et athlète de course à pied française de haut niveau spécialisée notamment en course de montagne. Triple championne de France de marathon (2011, 2012 et 2015), elle fut précédemment une cycliste, membre de l'équipe de France en 2002.

## Biographie
Aline Camboulives commence sa carrière sportive comme cycliste de 1998 à 2003. Membre de l'équipe de France en 2002, elle arrive 20ème au Tour de France féminin. La même année, elle remporte la Coupe de France féminine de cyclisme sur route. Le 19 juin 2003 lors de l’avant-dernière étape du Tour de la Drôme elle chute, entrainant une fracture de la tête fémorale qui lui impose six mois de rééducation. Elle arrête la compétition pour se consacrer à son activité professionnelle
Elle retourne à la compétition en course à pied hors stade, jugeant l'entrainement moins chronophage que le cyclisme et donc plus compatible avec une activité professionnelle annexe. Elle y connait rapidement des succès sur le 10km, le trail, la montagne, le semi-marathon et le marathon,.
Aline Camboulives figure depuis 2006 à quasiment tous les podiums des grandes classiques de la course en montagne : le Marathon de Zermatt, (épreuve des Championnats du Monde de course en montagne longue distance le 4 juillet 2015) qu'elle remporte à trois reprises (elle en détient en 2017 le plus grand nombre de victoires de l'épreuve), Sierre-Zinal, le Jungfrau Marathon. En juillet 2015, bien que dédaignée et négligée par la Fédération Française d'Athlétisme, elle décroche le titre de vice-championne de Monde de course en montagne longue distance (organisé par l'Association mondiale de course en montagne - WMRA) lors du Marathon de Zermatt, offrant ainsi à son pays une médaille d'argent,.

## Palmarès en cyclisme sur route
- 1997
  - 3e du Tour de la Drôme
- 2002
  - Vainqueur de la Coupe de France
  - 3e du Tour de la Drôme
  - 9e de la Coupe du monde de Montréal (Cdm)
  - 10e de la Flèche wallonne (Cdm)
  - 10e du Grand Prix de Plouay (Cdm)

## Records personnels
| Épreuve       | Temps           | Date             | Lieu       |
| ------------- | --------------- | ---------------- | ---------- |
| 10 000 m      | 34 min 29 s     | 17 novembre 2013 | Venissieux |
| Semi-marathon | 1 h 14 min 53 s | 27 avril 2014    | Annecy     |
| Marathon      | 2 h 36 min 44 s | 27 avril 2003    | Paris      |

## Performances

### Championnat de France / Europe / Monde
- 2017 (44 ans) : CF Hors Stade : Semi-marathon V1 (1. Ind)
- 2016 (43 ans) : CF Ekiden : Ekiden TC (  Ind)
- 2015 (42 ans) : CF 1/2 Marathon : Semi-Marath. TC (  Ind)
- 2015 (42 ans) : CF Ekiden : Ekiden TC (  Ind)
- 2015 (42 ans) : CF Marathon : Marathon TC (  Ind)
- 2015 (42 ans) : CF Montagne : Montagne TC (  Ind)
- 2014 (41 ans) : CM 1/2 marathon : Semi-Marath. (Finale) 69. 1 h 17 min 46 s
- 2014 (41 ans) : CF Montagne : Montagne TC (1.  Ind) - Montagne V1 (1.  Ind)
- 2013 (40 ans) : CF 1/2 marathon : Semi-Marath. TC (  Ind)
- 2013 (40 ans) : CF Marathon : Marathon V1 (1.  Ind)
- 2013 (40 ans) : CF Montagne : Montagne V1 (1.  Ind)
- 2012 (39 ans) : CF Marathon : Marathon TC (  Ind)
- 2012 (39 ans) : CF Montagne : Montagne TC (  Ind)
- 2011 (38 ans) : CF Marathon : Marathon TC (  Ind)
- 2007 (34 ans) : CE Montagne : Montagne (Finale) 14. 57 min 01 s
- 2007 (34 ans) : Course Femmes (8,5 km) (4. Equipe)

CF: Championnat de France, CE: Championnat d'Europe, CM: Championnat du Monde

### Palmarès par année
| Épreuve                    | Temps           | Classement | Date        | Lieu             |
| -------------------------- | --------------- | ---------- | ----------- | ---------------- |
| Montée du Poupet (17,5 km) | 1 h 15 min 57 s | (1F)       | 5 juin 2022 | Salins-les-Bains |

| Épreuve             | Temps           | Classement | Date           | Lieu    |
| ------------------- | --------------- | ---------- | -------------- | ------- |
| Marathon de Zermatt | 3 h 50 min 00 s | (1F)       | 6 juillet 2019 | Zermatt |

| Épreuve                                         | Temps           | Classement | Date             | Lieu             |
| ----------------------------------------------- | --------------- | ---------- | ---------------- | ---------------- |
| Semi-marathon Bédouin-Ventoux (21.6km 1610m D+) | 1 h 52 min 11 s | (1F)       | 30 juillet 2017  | Bédoin           |
| Marathon de Zermatt                             | 3 h 42 min 35 s | (2F)       | 1er juillet 2017 | Zermatt          |
| 12,4 km jour                                    | 49 min 17 s     | (1F)       | 10 juin 2017     | Bandol           |
| Montée du Poupet (17,5 km)                      | 1 h 12 min 17 s | (1F)       | 3 juin 2017      | Salins les bains |
| Semi-marathon                                   | 1 h 18 min 31 s | (2F)       | 7 mai 2017       | Genève           |
| Marathon                                        | 2 h 41 min 12 s | (2F)       | 1er mai 2017     | Combs-la-Ville   |
| 22 km                                           | 1 h 25 min 32 s | (2F)       | 2 avril 2017     | Grenoble         |
| Ekiden                                          | 2 h 46 min 31 s | (1F)       | 2 avril 2017     | Saint-Étienne    |
| Marathon de Marseille                           | 2 h 46 min 31 s | (1F)       | 19 mars 2017     | Marseille        |

| Épreuve                                         | Temps           | Classement | Date              | Lieu              |
| ----------------------------------------------- | --------------- | ---------- | ----------------- | ----------------- |
| Marathon                                        | 2 h 46 min 50 s | (1F)       | 13 novembre 2016  | Salon-de-provence |
| 10,800 km                                       | 49 min 21 s     | (1F)       | 16 octobre 2016   | Pers-jussy        |
| Jungfrau Marathon                               | 3 h 39 min 39 s | (2F)       | 10 septembre 2016 | Interlaken        |
| Sierre-Zinal                                    | 3 h 11 min 20 s | (2F)       | 14 aout 2016      | Sierre            |
| Semi-marathon Bédouin-Ventoux (21.6km 1610m D+) | 1 h 48 min 32 s | (1F)       | 31 juillet 2016   | Bedoin            |
| Marathon de Zermatt                             | 3 h 35 min 45 s | (1F)       | 2 juillet 2016    | Zermatt           |
| LGT Alpin Marathon                              | 3 h 32 min 00 s | (1F)       | 11 juin 2016      | Malbun            |
| Montée du Poupet (17,5km)                       | 1 h 10 min 48 s | (2F)       | 15 mai 2016       | Salins les bains  |
| Marathon de Genève                              | 2 h 45 min 15 s | (3F)       | 8 mai 2016        | Genève            |
| Marathon du Lac d'Annecy                        | 2 h 37 min 58 s | (2F)       | 30 octobre 2016   | Annecy            |
| 10 km route                                     | 35 min 36 s     | (1F)       | 3 avril 2016      | Grignon           |
| Ekiden                                          | 2 h 41 min 05 s | (1F)       | 20 mars 2016      | Vendome           |

| Épreuve                           | Temps           | Classement | Date            | Lieu             |
| --------------------------------- | --------------- | ---------- | --------------- | ---------------- |
| 20,850 km                         | 1 h 22 min 10 s | (1F)       | 8 novembre 2015 | Annecy le vieux  |
| Marathon Vert de Rennes           | 2 h 37 min 02s  | (1F)       | 25 octobre 2015 | Rennes           |
| Semi-marathon                     | 1 h 20 min 12 s | (2F)       | 4 octobre 2015  | Fort-de-France   |
| Jungfrau Marathon                 | 3 h 28 min 43 s | (1F)       | 14 aout 2015    | Interlaken       |
| Sierre-Zinal                      | 3 h 07 min 03 s | (2F)       | 9 aout 2015     | Sierre           |
| Marathon de Zermatt               | 3 h 29 min 46 s | (2F)       | 4 juillet 2015  | Zermatt          |
| Ekiden                            | 2 h 34 min 10 s | (1F)       | 21 juin 2015    | Creteil          |
| LGT Alpin Marathon                | 3 h 28 min 22 s | (1F)       | 13 juin 2015    | Malbun           |
| Championnat France Montagne (SEF) | 53 min 31 s     | (1)        | 7 juin 2015     | Mont Revard      |
| Montée du Poupet (17,5km)         | 1 h 10 min 48 s | (1F)       | 24 mai 2015     | Salins les bains |
| 10 km route                       | 35 min 16 s     | (1F)       | 29 mars 2015    | Chambéry         |
| Semi-marathon                     | 1 h 16 min 48 s | (2F)       | 8 mars 2015     | Bourg-en-bresse  |

| Épreuve                                           | Temps           | Classement | Date              | Lieu                   |
| ------------------------------------------------- | --------------- | ---------- | ----------------- | ---------------------- |
| 10 km                                             | 35 min 35 s     | (3F)       | 21 septembre 2014 | Annecy le vieux        |
| Jungfrau Marathon                                 | 3 h 37 min 02s  | (1F)       | 13 septembre 2014 | Interlaken             |
| Sierre-Zinal                                      | 3 h 08 min 14 s | (2F)       | 10 aout 2014      | Sierre                 |
| Semi-marathon Bédouin-Ventoux (21,6 km 1610 m D+) | 1 h 50 min 59 s | (1F)       | 27 juillet 2014   | Bedoin                 |
| Marathon de Zermatt                               | 3 h 29 min 37 s | (1F)       | 5 juillet 2014    | Zermatt                |
| Montée du Poupet (17,5km)                         | 1 h 12 min 01 s | (1F)       | 8 juin 2014       | Salins les bains       |
| Championnat France Montagne (SEF)                 | 47 min 17 s     | (1F)       | 25 mai 2014       | Le Chambon-Feugerolles |
| Semi-marathon                                     | 1 h 16 min 00 s | (1F)       | 4 mai 2014        | Genève                 |
| 13,3 km                                           | 56 min 03 s     | (1F)       | 27 avril 2014     | Saint-Jorioz           |
| Semi-marathon                                     | 1 h 14 min 53 s | (1F)       | 27 avril 2014     | Annecy                 |
| 10 km                                             | 35 min 12 s     | (1F)       | 8 mars 2014       | Bourg-en-Bresse        |
| Cross long femmes (SEF)                           | 24 min 59 s     | (2)        | 16 février 2014   | Annonay                |

| Épreuve             | Temps           | Classement | Date         | Lieu     |
| ------------------- | --------------- | ---------- | ------------ | -------- |
| Thyon-Dixence       | 1 h 27 min 05 s | (1F)       | 4 août 2013  | Thyon    |
| Cross du Mont-Blanc | 2 h 19 min 02 s | (1F)       | 29 juin 2013 | Chamonix |